# Gliniarz w przedszkolu
Gliniarz w przedszkolu (ang. Kindergarten Cop) – amerykański film komediowy z 1990 roku wyreżyserowany przez Ivana Reitmana. Główną rolę zagrał Arnold Schwarzenegger. Zdjęcia kręcono w Astorii, na Haystack Rock w Cannon Beach w stanie Oregon oraz w Los Angeles w Kalifornii.

## Fabuła
Detektyw John Kimble z LAPD otrzymuje zadanie wytropienia  i zatrzymania Cullena Crispa – groźnego mordercy oraz handlarza narkotyków, który obsesyjnie dąży do odnalezienia i odebrania byłej żonie swego syna.
W tym celu Kimble zostaje skierowany do placówki szkolnej w Astorii – do której uczęszcza syn Crispa – i zastępuje tamtejszą przedszkolankę.

## Obsada
- Arnold Schwarzenegger – det. John Kimble
- Penelope Ann Miller – Joyce Palmieri / Rachel Myatt Crisp
- Pamela Reed – det. Phoebe O’Hara
- Linda Hunt – pani Schlowski
- Richard Tyson – Cullen Crisp
- Carroll Baker – Eleanor Crisp
- Christian Cousins – Dominic Palmieri / Cullen Crisp Jr.
- Joseph Cousins – Dominic Palmieri / Cullen Crisp Jr.
- Richard Portnow – kapitan Salazar
- Molly Cleator – asystentka pani Schlowski
- Bob Nelson – Henry Shoop
- Tom Kurlander – Danny
- Alix Koromzay – Cindy
- Justin Page – Zach
- Peter Rakow – Joshua
- Sarah Rose Karr – Emma
- Marissa Rosen – Samantha
- Ben McCreary – Lowell
- Miko Hughes – Joseph
- Robert Cave – John
- Ben Diskin – Sylvester
- Tameka Runnels – Keisha
- Medha Garg – Latiana
- Brian Wagner – William
- John Christian Graas – Kevin
- Jimmy Darrin Jackson III – Sedgewinn
- Ian Baumer – Sam
- Amy Wald – Sarah
- Tiffany Mataras – Tina
- Krystle Mataras – Rina
- James Chance – Matthew
- Adam Wylie – Larry
- Ross Malinger – Harvey
- Amber Reaves – Mary
- Odette Yustman – Rosa
- Tina Hart – Dorothy
- Emily Ann Lloyd – Jennifer
- Harley Urman – Courtney
- Bethany Allyn – Catherine
- Zachary Marsh – Nick
- Anthony Wong – Tom
- Remone Bradley – Erwin
- Steve Park – asystent Salazara
- Charlie Holliday – Daryl
- John Steinkamp – sprzedawca w sklepie zabawkarskim
- Jayne Brook – matka Zacha
- Cathy Moriarty – matka Sylvestra
- Park Overall – matka Samanthy
- Betty Lou Henson – matka Keishy
- Heidi Swedberg – matka Joshuy
- John Hammil – ojciec Zacha
- Angela Bassett – stewardesa
- Kim Delgado – chłopiec w samolocie #1
- Ray Glanzmann – chłopiec w samolocie #2
- Ed Crick – chłopiec w samolocie #3
- Tiffany Reaves – całująca się dziewczyna
- Jason Reitman – całujący się chłopak
- Peter Vasquez – twardy ulicznik #1
- Jacques Apollo Bolton – twardy ulicznik #2
- Leo Lee – twardy ulicznik #3
- Thomas Rosales Jr. – twardy ulicznik #4
- Gene Elman – sędzia Christopher L. Webb
- Tom Dugan – adwokat Crispa
- Jason Stuart – fryzjer
- Kim Delgado – ochroniarz #1
- Ray Glanzmann – ochroniarz #2
- Ed Crick – ochroniarz #3